# Shamrock Rovers F.C.
Shamrock Rovers F.C. ili samo Shamrock Rovers je najuspješniji Irski klub svih vremena. Klub je osvojio ligu 21 put, dok je FAI kup osvojio rekordnih 25 puta. Također su poznati i po dobrom "izvozu" igrača u reprezentaciju, naime klub su koji je proizveo najveće irske nogometne zvijezde. Osnovan je 1899. godine, ali je kroz povijest mijenjao stadione. Danas domaće utakmice igra na Tallaght Stadionu. Najveći rival mu je Bohemians.

## Vanjske poveznice
- Službene stranice